# Zorall
A Zorall egy 2002-ben alakult magyar rockegyüttes. A zenekar régi magyar slágerek és rockklasszikusok összegyúrásával, valamit régebbi magyar popslágerek rockosításával készít új számokat.

## Történet
Attila saját szórakoztatására számítógépen készítette el régi magyar slágerek feldolgozásait. A dalszövegeket ismert külföldi rock és punk alapokra húzta rá. Egy idő után arra gondolt, érdemes lenne zenekart kerekíteni az ötlet köré. Így lett Máté Péter Régi útjából hardcore nóta, vagy így szólal meg ska stílusban a Piramis Ajándéka.
2002. február 2-án alakult meg a Zorall együttes.  Ismert rockzenekarok tagjaiból, szinte hobbiból, egyetlen ötletre alapozva. Szendrey "Szasza" Zsolt (ének, Sex Action), Barbaró Attila (gitár, Junkies), Weisz "Kicsi" László (gitár, Kalapács), Hangyássy "Hangya" László (basszusgitár, Sing Sing) és Bonyhádi Bálint (dob, Junkies) már jó néhány albumot készített, valamint a rockfesztiválok és a motorostalálkozók állandó fellépő zenekara lett. 2018-ban Weisz László elhagyta a zenekart, 2019-ben Boros "Pöpi" Péter. 2020-ban pedig Szasza távozott. Weisz helyét Lévay-Hangyássy Bence, Szasza helyét pedig Koroknai Árpád "Kori"  (Pandora's Box, Omen) vette át.

## A zenekar tagjai

### Jelenlegi tagok
- Koroknai Árpád "Kori" – ének
- Lévai Hangyássy "Hangya" László – basszusgitár
- Lévai Hangyássy Bence – szólógitár
- Barbaró Attila – ritmusgitár
- Csobán Bence – dob

## Diszkográfia
| Év   | Album                                             | Legmagasabb helyezés                   | Minősítés |
| Év   | Album                                             | MAHASZ Top 40 album- és válogatáslemez | Minősítés |
| ---- | ------------------------------------------------- | -------------------------------------- | --------- |
| 2003 | Nem csak a 20 éveseké a világ - Megjelenés: 2003. | -                                      |           |
| 2005 | Randalíra - Megjelenés: 2005.                     | 23                                     |           |
| 2006 | Live! - Megjelenés: 2006.                         | -                                      |           |
| 2007 | Flöss - Megjelenés: 2007.                         | -                                      |           |
| 2008 | Feketevágás - Megjelenés: 2008.                   | -                                      | <         |
| 2010 | Cirkusz Világszám! - Megjelenés: 2010.            | -                                      |           |
| 2011 | Army - Megjelenés: 2011.                          | -                                      |           |
| 2012 | Ramonia - Megjelenés: 2012.                       | -                                      |           |
| 2014 | Háztartási Rock 'n Roll - Megjelenés: 2014.       | -                                      |           |
| 2015 | Zorall Bumm                                       |                                        |           |
| 2016 | Retrográd                                         |                                        |           |
| 2018 | Presszó Metál                                     |                                        |           |
| 2020 | Fémforgácsok                                      |                                        |           |
|      |                                                   |                                        |           |

## Fogadtatás
A femforgacs.hu szerint az együttes első öt albuma jobban sikerült, a cikkíró szerint a 2010-ben megjelent Zorall Cirkusz Világszám! album 17 számából csak három sikerült igazán jól. Egy másik oldal pozitív kritikát közöl ugyanerről az albumról, mind a dalokról, mind a „kreatív és őrült ötletekben gazdag zenészekről”.